# 原臺南武德殿
原臺南武德殿，全名為大日本武德會台南支部武德殿，是日治時期大日本武德會為推廣武道所建的道館，位於臺南市中西區，為臺南市定古蹟，現為臺南市中西區忠義國民小學的禮堂。原臺南武德殿是臺灣現存的武德殿中規模較大且在設計與施工品質上較高者。

## 沿革

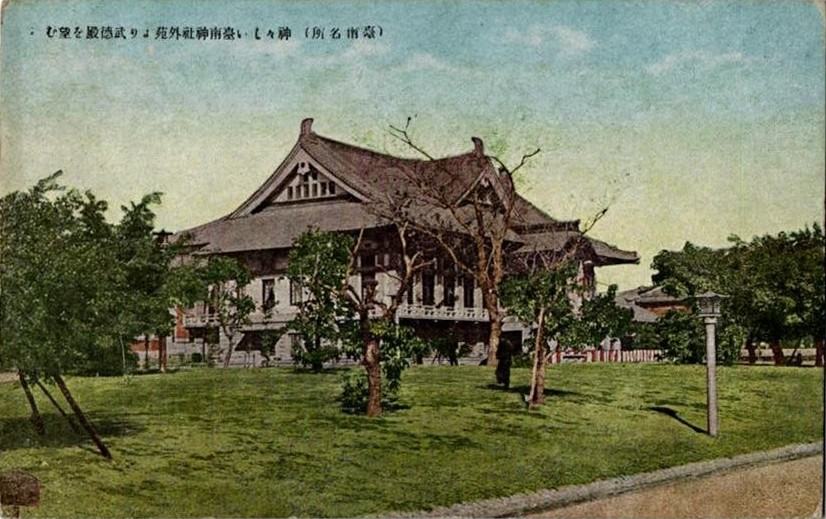
日治時期的武德殿

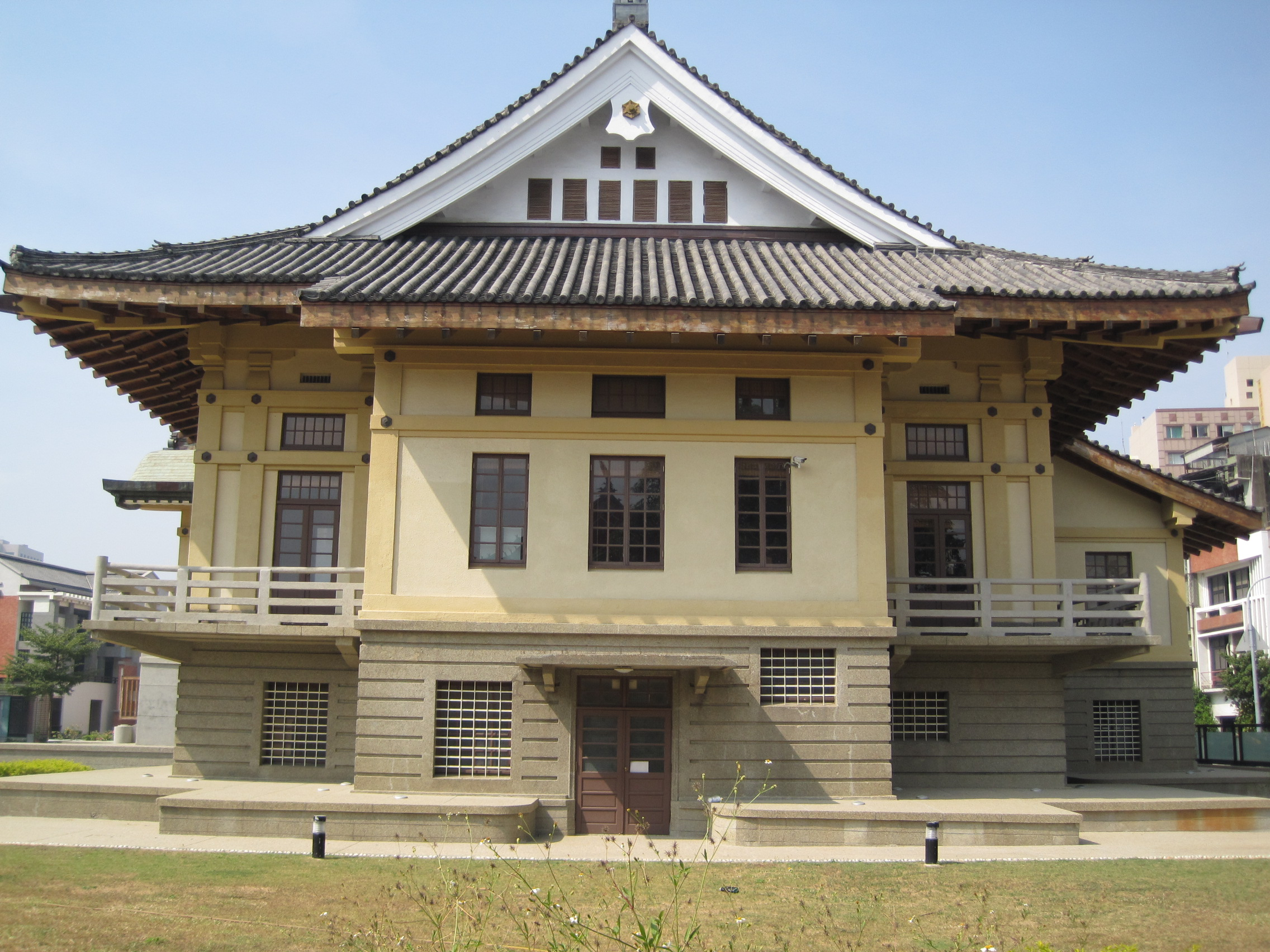
原臺南武德殿側面，可以看到一樓的次入口。

日治時期明治二十八年（1895年），大日本帝國大日本武德會於京都創立，推廣武道及尚武精神。五年後，在臺灣臺北、臺中與臺南也成立了武德會委員部，更在明治三十九年（1906年）正式成立「大日本武德會臺灣支部」，在臺積極推廣武道。1920年，改名為大日本武德會臺灣本部，並在各州廳設立支部，各郡市設支所。
臺南武德殿最初位於臺南大正公園（今民生綠園、湯德章紀念公園）東側，後來昭和十一年（1936年）2月時改在南門町臺南神社外苑東北角緊鄰臺南孔廟處興建現今的臺南武德殿，且在武德殿與孔廟之間設有大弓道場，兩者皆於同年10月10日竣工，並在10月24日與神社外苑同時舉行落成典禮。原本的第一代台南武德殿則改建為臺南市歷史館。

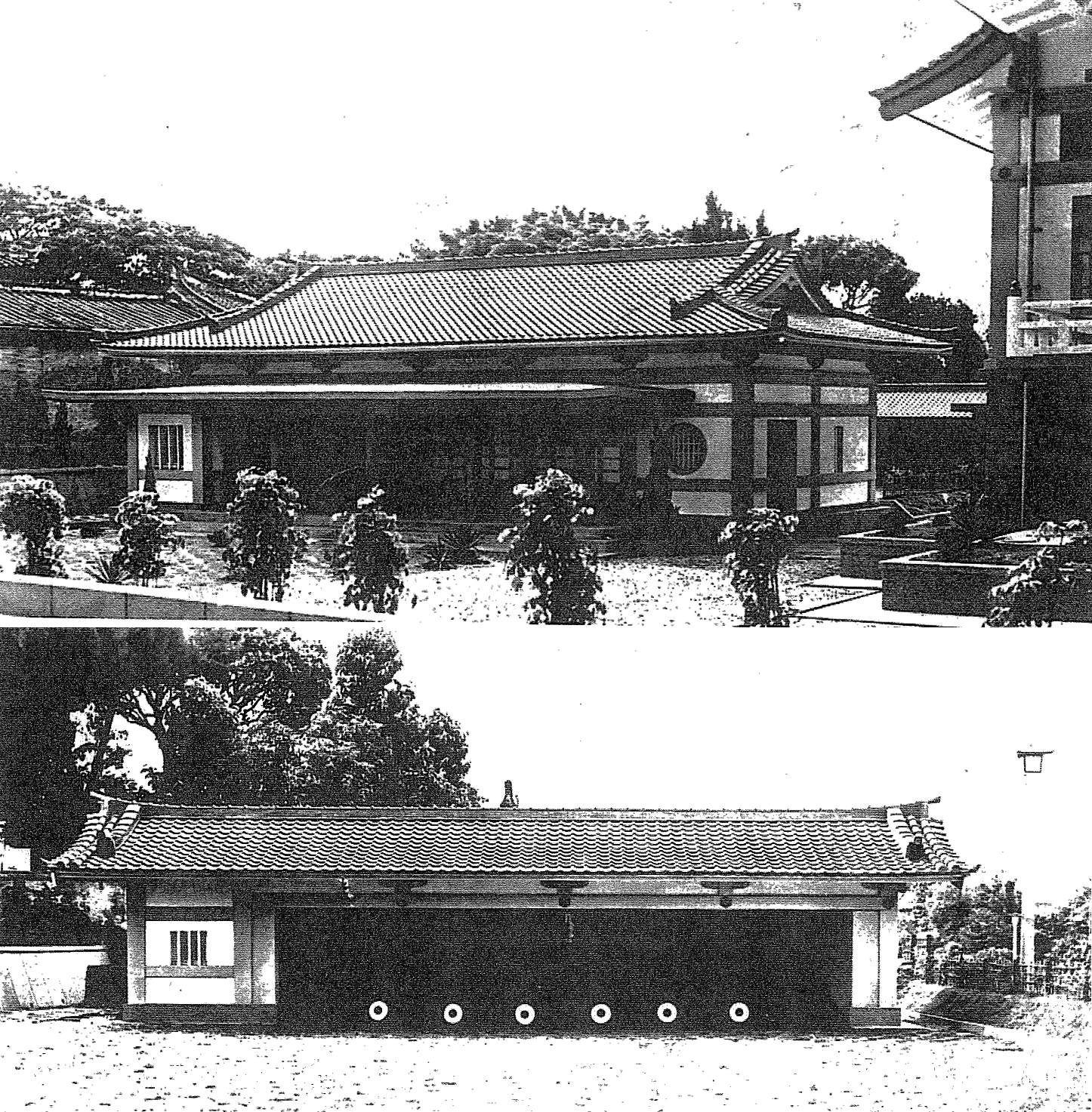
台南武德殿大弓道場

二次大戰後，臺南武德殿改為臺南市立中學與忠義國小的禮堂，於民國八十七年（1998年）6月26日被指定為市定古蹟。

## 建築特色

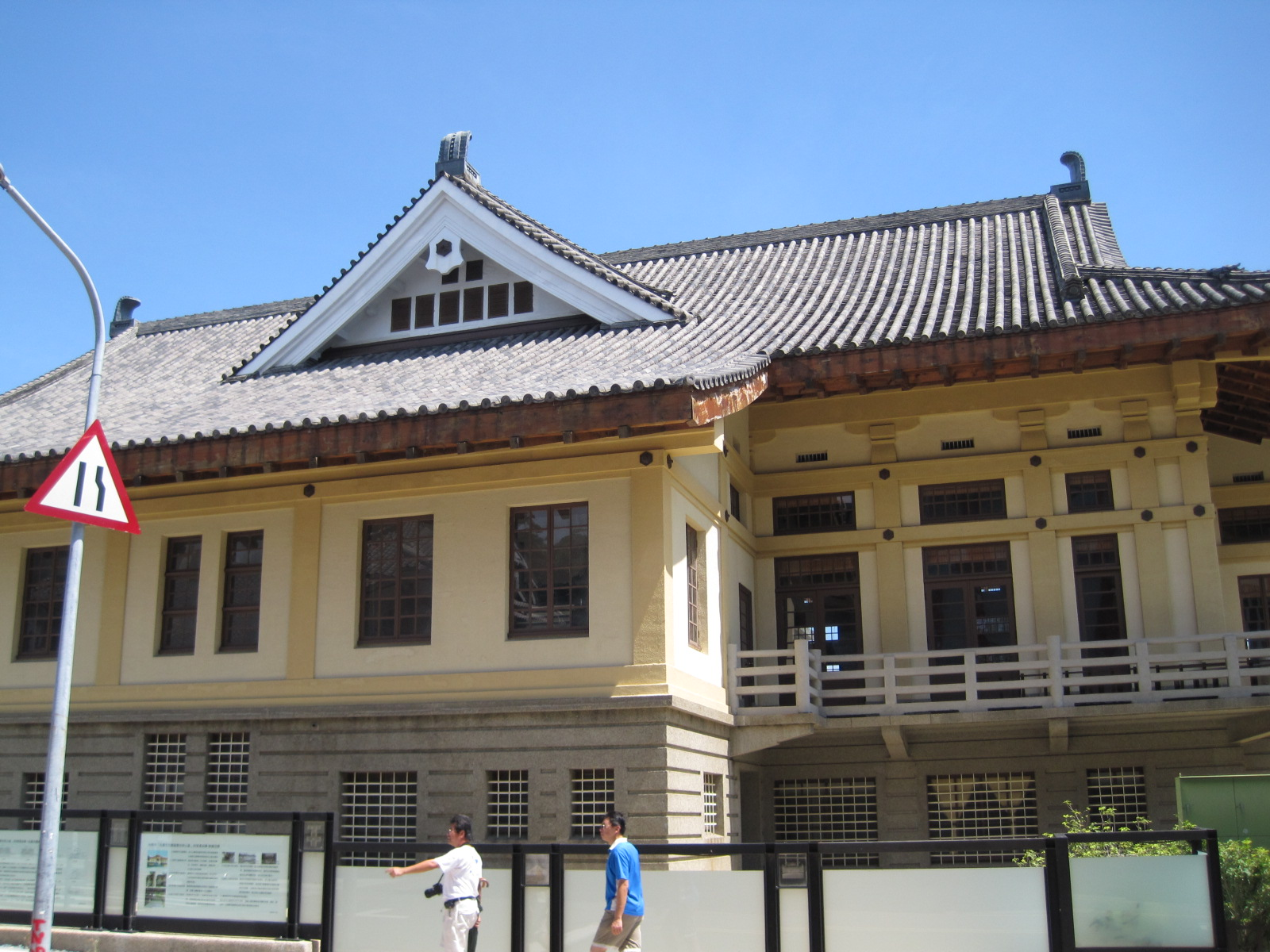
原臺南武德殿背面。

原臺南武德殿的建築式樣為日本傳統的社殿建築，但材料則為新式材料（鋼筋混凝土、洗石子）。其坐北朝南，二層樓高，左右各寬四開間，而主入口則位於二樓，須爬樓梯方能進入。一樓是各種附屬服務空間，兩側有次入口，而二樓西邊為武道場，東邊為劍道場，而北邊則突出做為祭壇。此外在日治時期，在武德殿外還有弓道場。
主體分為屋頂、屋身、基座三部分，屋頂為歇山頂（日語:日语：），兩側置有博風板（日語:日语：），屋脊呈十字型，正脊脊吻為鴟尾。屋身皆可見為了仿木構的凸顯的梁柱和釘飾。門廊的屋頂採用唐博風式，並在建築物前後都有迴廊的設置，欄杆為仿木構造型，門窗全為平拱式樣。基座為一樓，外牆為洗石子，並劃有水平分割線。

## 外部連結
- 文化部文化資產局——原臺南武德殿 （页面存档备份，存于）